# Rhabdomys dilectus
Rhabdomys dilectus  (de Winton, 1897) è un roditore della famiglia dei Muridi diffuso nell'Africa orientale e meridionale.

## Descrizione

### Dimensioni
Roditore di piccole dimensioni, con la lunghezza della testa e del corpo tra 91 e 126 mm, la lunghezza della coda tra 72 e 90 mm, la lunghezza del piede tra 18 e 24 mm, la lunghezza delle orecchie tra 10 e 20 mm e un peso fino a 47 g.

### Aspetto
La pelliccia è ruvida. Le parti superiori sono bruno-rossastre scure, mentre le parti ventrali sono più chiare. Una striscia scura che si estende dalla fronte si divide in due lungo la schiena, per poi ricongiungersi alla base della coda. Ai loro fianchi scorrono due altre strisce, una giallo-brunastra ed un'altra nerastra che partono dalle orecchie e terminano alla base della coda. Le zampe sono brizzolate scure. La coda è più corta della testa e del corpo. Le femmine hanno due paia di mammelle pettorali e due inguinali. Il cariotipo è 2n=38,46 o 48.

## Biologia

### Comportamento
È una specie terricola e crepuscolare.

### Alimentazione
Si nutre principalmente di semi di grano e in parte di parti vegetali, bacche e piccoli invertebrati. Viene considerata una piaga dagli agricoltori.

## Distribuzione e habitat
Questa specie è diffusa nell'Africa orientale, Angola e Africa sud-orientale.
Vive nelle savane montane più umide fino a 2.300 metri di altitudine. Si trova spesso in campi coltivati e dentro le case. 

## Tassonomia
Sono state riconosciute 3 sottospecie:
- R.d.dilectus: Lesotho, provincia sudafricana del KwaZulu-Natal e Zimbabwe orientale;
- R.d.angolae (Wroughton, 1905): Angola centrale e meridionale;
- R.d.diminutus (Thomas, 1893): Kenya centrale e centro-occidentale, Uganda centro-orientale, Altopiani della Tanzania centro-settentrionale, centrale e centro-meridionale, Repubblica Democratica del Congo sud-orientale, Malawi settentrionale;

## Conservazione
La IUCN considera questa specie una sottospecie di Rhabdomys pumilio.